# Зима в Эдеме
«Зима в Эдеме» — научно-фантастический и альтернативно-исторический роман англо-американского фантаста Гарри Гаррисона. Впервые издан в 1986 году. Вторая часть трилогии «Эдем». Описывает историю мира, в котором мезозойские рептилии не вымерли, а эволюционировали в разумных существ и создали развитую биотехнологическую цивилизацию — иилане́. Они сталкиваются с людьми, находящимися на стадии развития, схожей с каменным веком. Главный герой — по имени Керрик, сын вождя одного из человеческих племён, возглавляет людей в борьбе с иилане́.

## Сюжет
Несколько иилане́ бегут из погибшего города Алпеасака на урукето, которым управляет капитан Эрефнаис (Erefnais) и её команда. Эрефнаис берёт курс на свой родной город Икхалменетс (Ikhalmenets). Когда урукето проплывает мимо города Йибейск (Yebeisk), выжившие Дочери Жизни во главе с Энге покидают борт и, потеряв одну подругу, доплывают до города.
Люди находят в Алпеасаке двух выживших самцов иилане́. Керрик испытывает чувства к городу, в котором вырос, и к тем его жителям, кто не был повинен в охоте на людей. Он не даёт людям убить самцов и учит их охотиться. Керрик хочет остаться и восстановить город, сделать его пригодным для людей. Тану считают, что нужно возвращаться к саммадам. На этой почве Керрик и Херилак ссорятся. Тану уходят, но саску остаются. Саноне считает, что они оказались здесь по воле бога Кадайра и должны помочь Керрику. Саску селятся здесь и называют город Деифобеном.
Армун ждёт Керрика, но тот всё не возвращается. Херилак запрещает ей идти к нему, поскольку дорога далека и опасна. Тогда с помощью Ортнара она сбегает вместе с сыном Арнхвитом и ещё одним мальчиком, Харлом. Они не успевают дойти до юга раньше наступления зимы, но их спасает парамутан Калалек (Kalaleq), прибывший с севера со своей семьей для того, чтобы торговать с тану. Парамутаны увозят Армун и детей к себе на север.
Веинте́ прибывает в город Икхалменетс и рассказывает о случившемся эйстаа Ланефенуу (Lanefenuu). Из-за похолодания климата эйстаа решает переехать в Альпесаак и уничтожить устузоу.
Эйстаа города Йибейска Саагакель (Saagakel) отправляет Дочерей Жизни на принудительные работы. Великая старая учёная Амбаласи (Ambalasi) решает исследовать феномен Дочерей Жизни. Учёная помогает им бежать и уплыть на урукето через океан, туда, где по её расчётам должен находиться неизвестный иилане́ материк (Южная Америка). Дочери Жизни прибывают туда, дают новой земле имя Амбаласокеи (Ambalasokei) в честь своей предводительницы и создают там свой город. Они встречают неизвестную им ранее местную разновидность иилане́ — сорогетсо (Sorogetso). Эти иилане́ используют обычные орудия труда. Самцы сорогетсо — сильные и волевые, защищают своих самок. Вынашивая яйца, благодаря небольшому их количеству, самцы не умирают от истощения сил, поэтому они главенствуют в обществе. Среди Дочерей Жизни начинаются трения.
Учёные иилане́ создают ядовитые растения, из-за которых саску уходят из Алпеасака. Керрик, узнав, что его семья находится у парамутанов, отправляется на север, в пути едва не погибая от обморожения. Парамутаны спасают Керрика и по его просьбе отвозят его с Армун и детьми в Алпеасак. Там от Эрефнаис Керрику становится известно, что иилане́ из Икхалменетса готовят наступление на устузоу. Иилане́ осаждают долину саску. Вернувшиеся парамутаны забирают Керрика с семьёй на север. Определив на картах Эрефнаис и костяных картах парамутан местонахождение метеорологической станции иилане́, Керрик проводит там разведку и, едва оставшись в живых, узнаёт от местной учёной местонахождение Икхалменетса.
Керрик добирается до Икхалменетса, является прямо к Ланефенуу и, угрожая огнём и гибелью всех урукето, требует прекратить войну. Армун разводит костёр на горе, под которой лежит город, а Калалек уничтожает двух урукето. Ланефенуу принимает его требования. По приказу эйстаа иилане́ снимают осаду с долины саску. Движимая жаждой мести, Веинте́ спорит с эйстаа, и та изгоняет её, оставляя на пустынном побережье Энтобана (Африки).